# Georg Schnéevoigt
Georg Lennart Schnéevoigt (Vyborg, 8 november 1872 - Malmö, 28 november 1947) was een Finse dirigent en cellist.
Schnéevoigts vader Ernst was als kapelmeester vanuit Duitsland naar Finland gegaan, waar hij zich in Vyborg vestigde. Hij herkende het muzikale talent van zijn zoon en gaf de jonge Georg zijn eerste muziekonderricht. Vervolgens studeerde Schnéevoigt cello bij Otto Hutschenreuter aan de Orkesterskole (muziekschool) van Helsinki. Hij voltooide zijn cellostudie aan de conservatoria van Sondershausen (Carl Schröder), Leipzig (Julius Klengel) en Brussel (Joseph Jacob). Daarnaast studeerde hij contrapunt en fuga bij Ferdinand Braunroth in Dresden en Robert Fuchs in Wenen.
Na zijn studietijd vestigde hij zich weer in Helsinki, waar hij solocellist werd van het orkest van de Helsingfors Orkesterförening, het huidige Filharmonisch Orkest van Helsinki. Daarnaast werkte hij als docent aan de Orkesterskole en later aan het Muziekinstituut van de Finse hoofdstad.
Intussen ontwikkelde Schnéevoigt zich tot dirigent. Een van zijn eerste optredens was in 1898 met de Berliner Philharmoniker.  In 1901 leidde hij het door hem opgerichte Symfonieorkest van Helsinki tijdens de manifestaties rond de zevenhonderdste verjaardag van de stad Riga. Nog in datzelfde jaar kreeg hij een aanstelling als dirigent in Riga. Met korte onderbrekingen zou hij hier tot 1913 blijven. Zijn internationale doorbraak beleefde Schnéevoigt in 1905, toen hij als opvolger van Felix Weingartner de leiding kreeg van het Kaim-Orchester, de huidige Münchner Philharmoniker. Met dit orkest maakte hij concertreizen door Duitsland, Oostenrijk, Zwitserland, België, Nederland en Italië. In 1910 en 1911 werkte hij bovendien als dirigent in Kiel.
In 1909 stichtte Schnéevoigt het Symfonieorkest van Riga, waarmee hij ook in andere Russische steden concerteerde.
Door zijn vele concerttournees werd Schnéevoigt een gezocht gastdirigent en zo leidde hij onder meer het Residentie orkest tijdens de zomerconcerten in Scheveningen en het Concertgebouworkest (in 1913 en in 1942).
Toen in 1914 de twee orkesten van Helsinki fuseerden tot het Helsingfors Stadsorkester werd Schnéevoigt er eerste dirigent, samen met Robert Kajanus, die chef was van het orkest van de Orkesterförening. In 1915 werd hij in diezelfde functie aangesteld bij het Filharmonisch Orkest van Stockholm. Hier zou hij tot 1929 blijven.
Naast zijn werk in Finland vervulde hij zoveel gastdirecties, dat hij de bijnaam de vliegende Fin kreeg. 
Als chef-dirigent werkte hij na de Eerste Wereldoorlog onder meer in Oslo (1919-1921), Düsseldorf (1924), Los Angeles (1927-1929) en Australië, waar hij in 1937 het toenmalige National Broadcasting Symphony Orchestra dirigeerde. In 1930 werd hij benoemd tot chef van het Symfonieorkest van Malmö. Deze positie zou hij tot zijn dood bekleden. In 1947 werd Schnéevoigt benoemd tot dirigent van het Fins Radio Symfonieorkest, maar hij overleed voor hij in deze functie kon beginnen.
Als dirigent had Schnéevoigt een voorliefde voor het laat-romantische repertoire. Hij was een belangrijke promotor van de muziek van Jean Sibelius. Hij dirigeerde de eerste plaatuitvoering van Sibelius' zesde symfonie en maakte ook een opname van de vierde. Hoewel Schnéevoigt en Sibelius nauw bevriend waren, verzette de componist zich tegen het uitbrengen van die laatste versie.
Schnéevoigt was getrouwd met de pianiste Sigrid (Sissi) Sundgren.